# Kościół św. Michała Archanioła w Wytomyślu
Kościół świętego Michała Archanioła w Wytomyślu – rzymskokatolicki kościół parafialny należący do parafii pod tym samym wezwaniem (dekanat lwówecki archidiecezji poznańskiej).
Jest to budowla w stylu klasycystycznym wzniesiona pod koniec XVIII wieku i ufundowana przez Feliksa Szołdrskiego. Świątynia jest jednonawowa i posiada z boku dwie symetryczne kaplice. Od zewnątrz wmurowane są na niej epitafia Karola Cunowa (1787-1833) i zamęczonego w KL Dachau proboszcza księdza Kazimierza Echausta (1871-1941). Wnętrze nakrywa sklepienie zwierciadlane z lunetami. Do wyposażenia należą między innymi trzy ołtarze w stylu klasycystycznym pochodzące z czasów budowy. W ołtarzu głównym jest umieszczony krucyfiks, obraz św. Michała i rzeźby aniołów w stylu barokowym. Z lewej znajduje się późnogotycka rzeźba św. Anny Samotrzeć z początku XVI wieku, natomiast po bokach ołtarza są zawieszone dwa wielkie obrazy, ufundowane przed I wojną światową przez dziedziców okolicznych majątków. Ceramiczne stacje drogi krzyżowej zostały wykonane w XIX wieku.